# Gonyleptes saprophilus
Gonyleptes saprophilus is een hooiwagen uit de familie Gonyleptidae.